# Cheliferoides
Cheliferoides este un gen de păianjeni din familia Salticidae.
Cladograma conform Catalogue of Life:
| Cheliferoides | \| \| Cheliferoides planus \| \| \| \| \| \| Cheliferoides segmentatus \| \| \| \| |
|               | \| \| Cheliferoides planus \| \| \| \| \| \| Cheliferoides segmentatus \| \| \| \| |
|               | Cheliferoides planus                                                               |
|               |                                                                                    |
|               | Cheliferoides segmentatus                                                          |
|               |                                                                                    |